# Scotopteryx illyriacaria
Scotopteryx illyriacaria är en fjärilsart som beskrevs av Karl Schawerda 1919. Scotopteryx illyriacaria ingår i släktet backmätare, och familjen mätare. Inga underarter finns listade.